# Centro de interpretación Alcalá Medieval
El Centro de Interpretación Alcalá Medieval, anteriormente denominado Centro de Interpretación del Burgo de Santiuste, es un espacio museológico de la ciudad de Alcalá de Henares, en la Comunidad de Madrid, España. Permite realizar un recorrido a través de la historia de la ciudad durante la Edad Media, desde el fin del Imperio romano hasta el comienzo del Renacimiento; acompañado de objetos materiales de la época. Ayuda a comprender los orígenes de la actual ciudad de Alcalá y los principales espacios medievales que se conservan en ella, como las murallas o el Palacio Arzobispal.

## Historia
Alcalá de Henares tuvo varios nombres a lo largo de su historia. Conocida como la ciudad de Complutum en época romana, albergó más tarde a pueblos visigodos pasando a denominarse Campo Laudable. Con la conquista musulmana fue bautizada como Qal’at Abd al-Salam que significa 'el castillo de la paz', ubicándose en lo alto de una colina, denominada como Alcalá la Vieja. Poco a poco ese asentamiento fue desapareciendo con la llegada cristiana, haciendo que los musulmanes cambiaran el asentamiento inicial y se desplazasen a la llanura, convirtiéndose en el Burgo de Santiuste durante los siglos XII y XIII; consolidándose como la ciudad de Alcalá de Henares poco tiempo después.

## Edificio

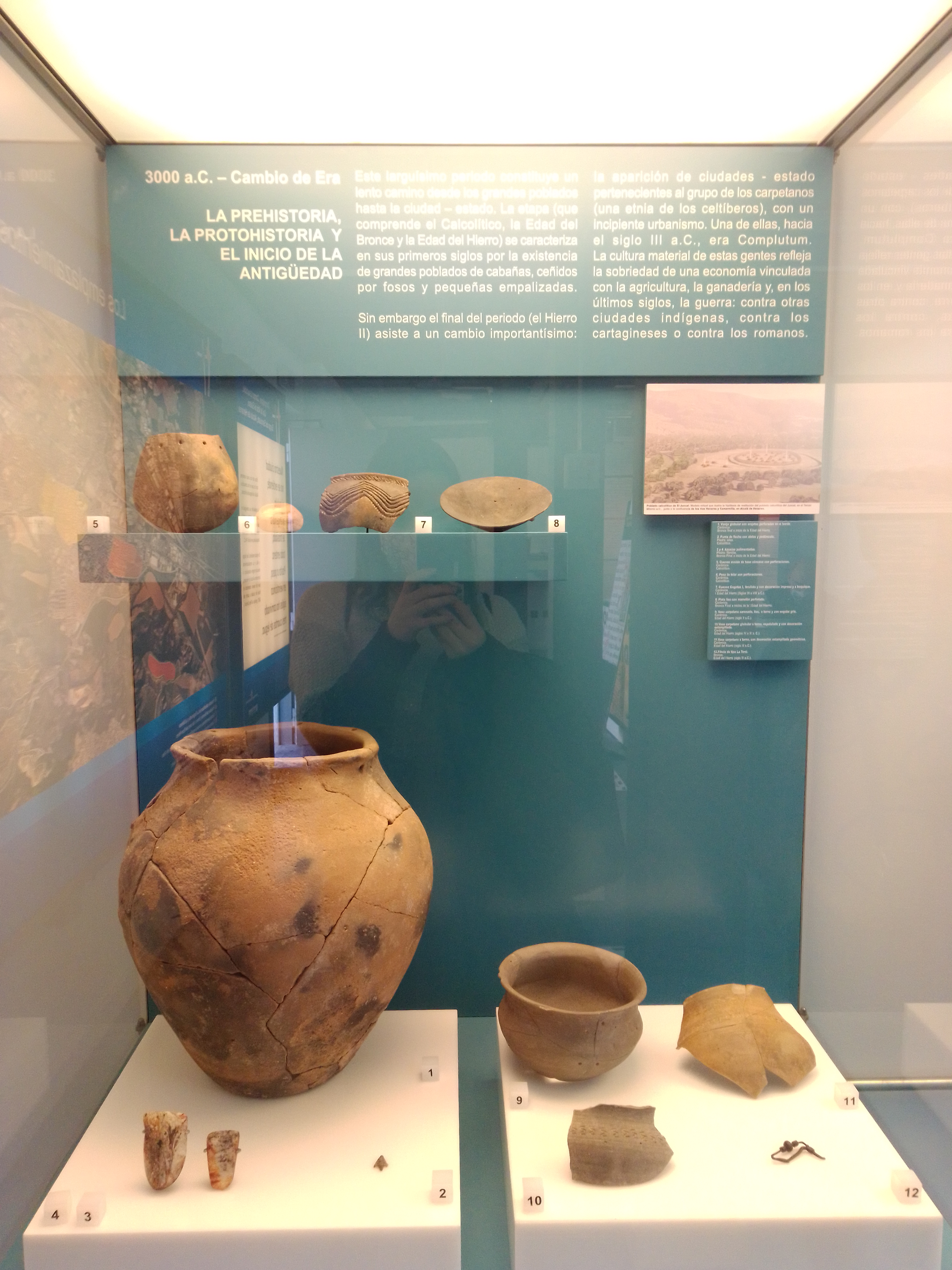
Vitrina en la planta baja

Burgo de Santiuste era el nombre que recibía la ciudad medieval de Alcalá de Henares, siendo recuperado en el siglo XX con la creación del centro de interpretación del Burgo de Santiuste. Se ubica en lo que fue una antigua central eléctrica de estilo neomudéjar, en la calle Cardenal Sandoval y Rojas, frente a los restos de la antigua muralla que delimitaba la ciudad de Alcalá de Henares. Aunque no fue hasta marzo de 2010 que se inauguró para encargarse de acercar al público la etapa medieval de la ciudad.
El edificio se divide en tres plantas: una baja, la primera planta y el sótano; organizadas mediante paneles informativos con planos y fotografías, monitores interactivos y vitrinas expositivas. La planta baja cuenta los orígenes de la ciudad, pasando por los distintos asentamientos hasta llegar a la actualidad. La primera planta está dedicada exclusivamente a la Edad Media, presentando las distintas religiones que convivían en el Burgo de Santiuste y su crecimiento en torno a la iglesia de los Santos Niños. El sótano se dedica a la evolución de la villa medieval con la aparición de la universidad de Alcalá y el reconocimiento de la labor de Cisneros, dando paso a la época conocida como Renacimiento.

## Colección
El centro de interpretación de Burgo de Santiuste alberga una serie de vitrinas con textos que narran la vida cotidiana de la ciudad desde época visigoda, pasando por su conversión en villa cristiana, para concluir con la expansión territorial llevada a cabo por el cardenal Cisneros y el inicio del Renacimiento.
En su colección cuenta con 110 piezas originales, dos esculturas y una maqueta de la ciudad, con el objetivo de conectar los objetos históricos y artísticos expuestos con su período histórico. La planta baja alberga tres vitrinas divididas de forma cronológica: la primera abarca desde la prehistoria hasta los inicios de la antigüedad, dando paso a una segunda que continúa hasta el siglo VIII d. C., terminando con una tercera vitrina que llega a la actualidad. En cuanto a la primera planta, está formada por cuatro vitrinas y varios paneles informativos centrados en la Edad Media. El recorrido finaliza en la planta sótano, centrada en el final de la Edad Media y el inicio del Renacimiento. Consta de siete paneles y una pantalla interactiva; además de las esculturas de San Lucas y San Nicolás, dando paso al último panel y acompañadas por una maqueta de la ciudad.